# 厦门市人民体育场
厦门市人民体育场是一座位于中华人民共和国福建省厦门市思明区的一个体育场，是厦门岛内最早的体育场。

## 历史
1956年11月10日由市政府拨款新建，1964年进行第一次翻建建设，同年4月完工。1985年中央铺设草坪并在四周铺400米煤渣跑道。1987年承办国际女足邀请赛。
2013年10月第二次翻新建设，将400米煤渣跑道更换为400米塑胶环形跑道，中央的足球场种植人工草皮，工程于2014年5月完成。2023年3月1日进行第三次翻新建设，已于同年6月19日重新开放。